# 고순
고순(高順, ? ~ 199년 2월 7일(198년 음력 12월))은 중국 후한 말의 무장이다.

## 생애
고순은 여포(呂布)의 부장으로, 그에 관한 기록은 《후한서》(後漢書)의 여포전(呂布傳), 《삼국지》(三国志) 여포전의 기타, 양쪽 책에서 주석을 모은 《영웅기》(英雄記), 《구주춘추》(九州春秋) 등에 산재되어 있다.
건안(建安) 원년(196년) 6월, 여포가 하비(下邳)를 유비(劉備)에게서 빼앗은 지 얼마 안 돼, 여포의 부장 학맹(郝萌)이 반란을 일으켰다. 이때 도독(都督) 고순은 자신의 병영(兵営)에 여포를 데려와 보호하고, 재빨리 학맹의 부대에 화살로 일제사격을 퍼부어 반란을 진압했다.
건안 2년(197년) 개양(開陽)에 주둔 중인 장패(臧覇)가 낭야상(琅邪相) 소건(蕭建)을 공격해 격파하고 거(莒)를 점령하자, 그 시기 이미 소건을 아군으로 끌여들였던 여포는 분노하여 장패를 공격하였다. 고순은 “앉아서 기다리시면 장패는 항복할 것입니다.”라는 충고를 여포에게 진언하였으나, 여포는 이를 듣지 않고 장패를 공격하지만, 그의 견고한 성과 저항에 부딪혀 병력만 소모한 채 하비로 돌아왔다. 결국 얼마 후에 여포와 장패는 서로 화해했다.
건안 3년(198년）9월에는 중랑장(中郞將)으로서 장료(張遼)를 이끌고, 유비,관우,장비가 지키고 있던 패성(沛城)을 공략해 유비의 처자를 사로잡았다. 그러고는 유비를 구원하기 위해 달려온 조조(曹操)의 부장 하후돈(夏侯惇)과 싸워, 그도 격파했다.
그러나 이런 고순의 눈부신 활약도 헛되어 얼마 후 여포는 하비성 안으로 쫓겨 들어가 다음해 2월 최종적으로 조조에게 패배했다. 고순은 여포, 진궁(陳宮)과 함께 사로잡혔고, 조조의 명령에 의해 교수형에 처해졌다. 그의 수급은 허도(許都)의 시장에 효수당한 후 매장되었다.

## 인물상
고순의 인물됨은 청렴결백하고 위엄이 있으며, 과묵하여 일절 술을 마시지 않고, 어떤 선물이나 뇌물도 받지 않았다. 부하는 700명 정도였으나, 용감하기에 1,000명이라고 칭했고, 갑옷과 투구는 언제나 정련시켰다.
고순은 주군인 여포에 대한 충성심이 두터워, 자주 그에게 다음과 같이 간언하였다.
| “ | 대저 집과 국가가 망하게 되더라도, 충신과 지혜로운 자가 없었던 것은 아닙니다. 다만 그들의 말을 듣지 않는 것이 화근이 되는 것입니다. 장군께서는 행동에 임하실 때 깊이 생각지 않으시며 금세 기꺼워하여 잘못된 말씀을 하시니, 그 실수가 헤아릴 수 없을 정도입니다. | ” |

여포는 고순의 무용(武勇)과 충성심을 인정하고 있었으나, 고순을 싫어하여 학맹의 반란 사건 후에는 그 경향이 더 심해졌다. 여포는 위속(魏續)과 인척 관계를 맺고 있었기에 고순이 지휘하던 병사를 모두 빼앗아 위속에게 주었고, 전쟁이 일어나면 일부러 고순에게 위속 휘하의 병사를 지휘시켰으나 고순은 평생 원망을 품지 않았다.
이상이 주로 《영웅기》에서 묘사된 고순의 인물상이다. 고순은 조조의 숙적이던 여포의 부장으로서 언제나 조조군에게 여러번 쓴잔을 마시게 만들었던 인물이다. 그럼에도 불구하고 위나라의 왕찬 등이 편찬한 것으로 보이는 《영웅기》에서도 고순의 무용과 인격에 관련해서 극찬을 아끼지 않았다.
그밖에도 학맹의 반란 등도 원인이 있었지만, 고순은 진궁과 사이가 나빴다. 하비성 공방전에서 여포는 진궁과 고순에게 성을 지키게 하고, 스스로 병사를 이끌고 나가 조조의 보급로를 끊으려고 시도했으나, 아내로부터 고순과 진궁의 불화를 지적받아 출격을 단념했다.

## 《삼국지연의》 속의 고순
《삼국지연의》에서는 흥평(興平) 원년(194년)에 여포가 조조에게서 연주(兗州)을 빼앗는 장면에서 첫 등장한다. 즉 고순은 팔건장(八健將)의 일원이 아니다. 복양(濮陽)에서 조조군과의 첫 전투에서는 조조를 거의 한걸음 거리까지 쫓았으나, 조조의 부장 전위(典韋)에게 격퇴되었다. 그 후 조조의 반격으로 여포가 연주에서 쫓겨나갈 때 여포의 가족을 호위했다.
여포가 유비 부재중을 노려 서주(徐州)을 빼앗을 때 고순은 여포의 명령으로 원술과 대치하던 유비군을 배후에서 공격해 그들을 패주시켰다. 고순은 원술의 부장 기령(紀靈)에게 원술이 여포에게 약속했던 병량을 요구했으나, 그 장소에서 받지 못했다. 원술이 여포를 공격하던 시기에는 고순은 원술 측의 교유(橋蕤)군과 대치해 이들을 격파했다.
소패성에 있을 때 조조군의 하후돈과 일대일 대결을 펼쳐 수십 합을 겨루었으나 결국 도주했고, 이때 고순의 부하 조성(曹性)이 하후돈의 눈을 화살로 쏘아 맞추었기에 궁지에서 벗어날 수 있었다. 그 후 군을 되돌려 하후돈군을 격파했다.
하비에서 여포와 함께 붙잡힐 때 고순은 일절 저항하지 않고, 목숨을 구걸하지도 않고 여포를 따라 죽겠다고 말해 그 말대로 참수시켰다.

## 같이 보기
- 삼국지 인물 목록

## 참고 문헌
- 陳寿『三国志』魏書第七「呂布伝」（和訳：井波律子・今鷹真『三国志 正史 2』ちくま学芸文庫、1993年）
- 同上、魏書第一「武帝紀」（和訳：今鷹真・井波律子『三国志 正史 1』ちくま学芸文庫、1992年）
- 同上、蜀書第二「先主伝」（和訳：井波律子『三国志 正史 5』ちくま学芸文庫、1993年）
- 范曄『後漢書』列伝第六十五「呂布伝」
- 盧弼『三国志集解』（古籍出版社、1957年）
- 『三国演義』（和訳：立間祥介『三国志演義 上』平凡社、1972年）